# Delvine

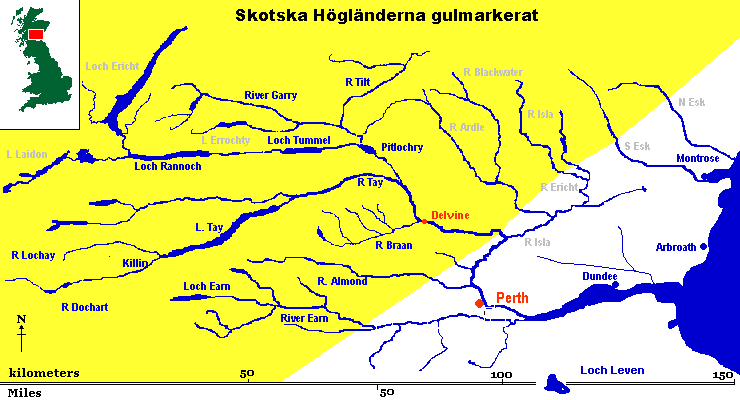
Floder från skotska högländerna visar Delvines (rödmarkerat) strategiska läge för uppmarsch till högländerna.

Delvine  är en by med ungefär trehundra invånare samt en herrgårdsbyggnad med omgivande fastigheter längs floden Tays sträckning i den mycket bördiga dalen Strathmore, i östra Perthshire i Perth and Kinross i Skottland. Delvine ligger ungefär halvvägs mellan byarna Dunkeld och Coupar Angus i socknen Caputh som tillika utgör det klerikala namnet för pastoratet.
Namnet Delvine härrör förmodligen från det gaeliska ordet "Dalmhin", det vill säga ett platt fält. 

## Historisk bakgrund

### Förhistorisk tid
Olika piktiska stammar befolkade tidigt området kring den laxrika floden Tay. Denna översvämmas ofta och lämnar bördig alluvium, vilket brukades av odlare vid flodbäddarna. Berggrunden i dalarna består av kalksten, lera av mycket god kvalitet samt skiffer. Jordmånen nere i flodområdet är relativt torr, medan den är betydligt fuktigare längs de bergväggar som avgränsar Tays norrsida mot höglandet och de många, ofta pittoreska dalarna genomforsade av åar och med flera vattenfall.

### Romersk tid
Under romersk tid omkring 83 e.Kr. lät den romerske generalen och guvernören Gnaeus Julius Agricola anlägga en försvarsanläggning för en legion här, vilken uppskattats kunnat rymma 6 000-20 000 legionärer. År 84 e.Kr. ledde Agricola sina legioner norrut längs Strathmore från Inchtuthill för att besegra stammar av pikter i slaget vid Mons Graupius. Lägret övergavs ganska snart när romarna konsoliderade sina styrkor längre söderut. Fortet på Inchtuthill har grävts ut flera gånger under nittonhundratalet, varav man vid den största utgrävningen 1961 bland annat hittade nedgrävda lager bestående av sju ton spik.

### Vikingatid
Under vikingatiden tillhörde området medlemmar ur klanen Hay. "Slaget vid Luncarty" stod nära Delvine, då försvarande skottar slog en invaderande dansk vikingastyrka.
Av tradition byggdes många av sockenkyrkorna av den lokale lairden. Kyrkan i angränsande Dunkeld anges ha byggts så tidigt som 848 e.Kr. Det finns spår av en tidig kyrkogrund i Delvine, men det har inte utförts någon datering.

### Medeltid
Under tidig medeltid var Delvine och Inchtuthill i händerna på familjen Hay, varav en gren av dessa under ledning av earlen av Errol under kung Robert III:s (1390–1406) regeringstid förvärvade baroniet Caputh. Den efterföljande stenkyrkan belägen 3 km väster om herrgården Delvine helgades åt S:t Anna då den byggdes år 1500. Biskop Brown bekostade delar av bygget, enligt legenden på grund av att lokalbefolkningen pratade irländska och kyrkan står fortfarande kvar helt intakt.
Den 12 juli 1648 beviljades sir Patrick Ogilvie av Inschmartine ägartillstånd av kung Karl I (1600–1649), vilket ändrade namnet på baroniet Capeth till Inchtuthill . Namnet ändrades återigen 1736, till Delvine.
Det blev gradvis vanligare med effektivare nötkreatursdrift och avel, där rasen Angus gradvis förbättrades med korsningar mellan raserna Teeswater och Ayrshire. Fårskötseln genomgick också en gradvis förbättring med uppblandning av Leicester lager. Stabilare förhållanden inom boskapsskötseln, minskade konflikter med boskapstjuvar, samt inte minst att klanen Mackenzie (MacKenzie) konsoliderade sin regionala makt anses vara förklaring till den följande befolkningsökningen i Delvine.

### Modern tid
1705 kom baroniet i Mackenzies ägo genom äktenskap mellan Margaret Hay och Edinburghadvokaten John MacKenzie från Crammond. Dennes son Alexander MacKenzie (1695–1737) tillhörde Skottlands juridiska elit (Writer to the Signet, 1714) och övertog baroniet vid sitt giftermål. Sonen George anslöt sig till jakobinerna, och måste fly utomlands 1715 trots faderns kontakter med de högsta politiska kretsarna i landet. Han satt fängslad 1721–1725. Vid fadern Alexanders död kom istället baroniet att överlåtas till dennes bror advokaten Kenneth MacKenzie, som innehade det fram till sin död. Advokat John Muir MacKenzie övertog baroniet (1756–1774). De följande skiftena gick alla i nedstigande led till söner som var yrkesverksamma advokater i Edinburgh. Sir Alexander Muir Mackenzie of Delvine efterträddes av politikern och tjänstemannen Kenneth (1845–1930) som inte efterlämnade någon avkomma. Kenneth utsågs till den förste Baron Muir Mackenzie och ligger begravd i Westminster Abbey.
Det är först i och med att Skottland antagit lagen “the Abolition of Feudal Tenure etc. (Scotland) Act 2000” som barontiteln separerades från tidigare markinnehav. Därmed kom titeln över till Skandinavien.
Markerna och godset övertogs 1950 av familjen Gemmell medan fiskerättigheterna i Tay övertogs av firman Tay District Salmon Fisheries Board, Co som erbjuder uthyrning av ett av världens bästa laxfiskevatten[källa behövs] till entusiaster.

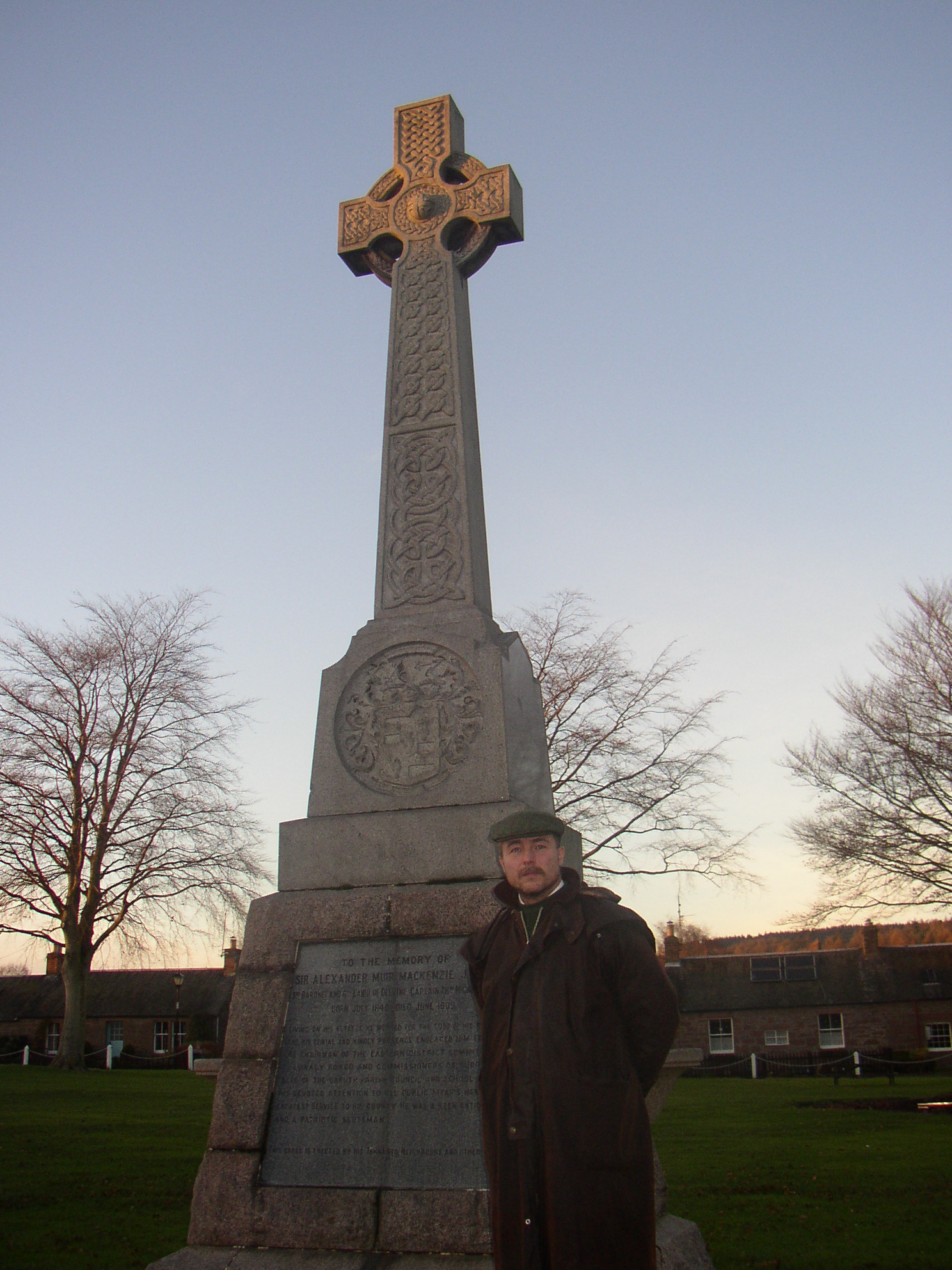
Monumentet över Sir Alexander Mackenzie of Delvine rest av byborna i Delvine, på den äng där romarnas civila bebyggelse var. Vid sidan den nuvarande baronen.

## Övrigt om Delvine
"The Delvine Side" är en populär skotsk dans och musikstycke.